# Zainab Asvat
Zainab Asvat née vers 1920 et morte le 30 novembre 2013 est une médecin et militante anti- apartheid sud-africaine. Elle est la première femme musulmane à devenir médecin en Afrique du Sud. Son mari,  Aziz Kazi, est médecin et secrétaire du Congrès indien du Transvaal.

## Biographie

### Jeunesse et éducation
Asvat vient d'une fratrie de 11 enfants. Dès son plus jeune âge, son père l’emmène à des réunions politiques. Elle devient la première musulmane à fréquenter le lycée du Transvaal dans les années 1940. Elle étudie la médecine à l'université du Witwatersrand, influencée par Yusuf Dadoo, de retour d'Édimbourg.

### Militantisme
En 1946, le gouvernement sud-africain adopte la loi n°28 sur le régime foncier asiatique et la représentation indienne, également appelée « loi sur le ghetto ». Cette loi interdit aux citoyens indiens d'Afrique du Sud de posséder des terres, sauf dans les « zones exemptées ». 
Opposante à cette loi, elle participe à la campagne de résistance passive,.Pendant la campagne, des résistants installent des tentes à l'angle d'Umbilo Road et de Gale Street à Durban le 13 juin 1946. Le groupe est composé de dix-huit participants, dont six femmes: Zainab Asvat, Zohra Bhayat, Amina Pahad, Zubeida Patel de Johannesburg, Lakshmi Govender, Veeramah Pather de Durban.
Le 16 juin 1946, leurs tentes sont détruites et volées, et Asvat est blessée lorsqu'une tente lui tombe dessus.  Cette agression renforce le soutien à la résistance et des milliers de personnes se rendent à la tente pour manifester leur solidarité.
Elle est arrêtée le 28 juin 1946 mais relâchée dans la nuit. Cette arrestation a une influence sur la sœur cadette d'Asvat, Amina Cachalia qui devient plus tard elle aussi une militante anti-apartheid. 
Le lendemain de son arrestation, elle s'adresse à un rassemblement de 800 femmes au cinéma Avalon, incitant le groupe à continuer de résister. En juillet, elle est arrêtée avec d'autres résistantes et envoyée en prison jusqu'au début octobre.
Asvat reprend ensuite ses études de médecine et ce n'est qu'en 1956 qu'elle reprend son engagement politique. Par la suite,  elle rejoint la Fédération des femmes sud-africaines afin de lutter contre l'apartheid. 
Elle organise un « réseau de soutien » pour les familles des 156 militantes arrêtées en décembre 1956. Asvat fournit également des repas aux militantes accusées pendant leurs procès.
En décembre 1963, Asvat mène une marche féminine contre les délocalisations et le Conseil national indien. En 1964, elle est interdite d’Afrique du Sud pour cinq ans.  Asvat et son mari  Aziz Kazi obtiennent des permis de sortie et se rendent à Londres, où ils demandent l'asile politique.

## Hommages
En 2008, son rôle dans l'opposition à l'apartheid fait partie d'une exposition photographique intitulée « Nos triomphes et nos larmes », qui comprend des portraits de Gisële Wulfsohn et est présentée au Slave Lodge Cape Town.
Elle meurt à Londres le 30 novembre 2013. 

## Note et Références

### Note
- (en) Cet article est partiellement ou en totalité issu de l’article de Wikipédia en anglais intitulé « Zainab Asvat » (voir la liste des auteurs).